# Српски грађански законик
Српски грађански законик (оригинална ортографија: Законикъ грађанскій за Княжество Србско) је први и једини свеобухватни грађански законик у Србији. Донет је 6. априла 1844. године по узору на Аустријски грађански законик из 1811. за време владавине Уставобранитеља и кнеза Александра Карађорђевића. Његов творац је Јован Хаџић.
Садржи укупно 950 чланова, због чега спада међу најкраће грађанске кодификације.
Српски грађански законик је један од најранијих и најзначајнијих модерних кодификација грађанског права донетих у Европи током 19. века, после Наполеоновог Code civil-а (1804), Аустријског грађанског законика (1811) и Холандског законика (1838).
Примењивао се читав један век, све до 1946. године, што га чини најдуговечнијим закоником у новијој историји Србије. Законом о неважности предратних правних прописа и оних донетих за време окупације из 1946. године, омогућена је његова примена све док се не донесу нови прописи. Тако се и данас Српски грађански законик примењује у случају неких правних празнина.

## Доношење Законика
Српски грађански законик донет је због неопходности да се успостави стабилан правни поредак у Кнежевини Србији, да би се обезбедила правна сигурност, као и из потребе да се уреде својинскоправни односи, који су постали сложени после доношења хатишерифа из 1830. и 1833. године.
Било је потребно донети законе који ће обезбедити пре свега неприкосновеност приватне својине.
Због непостојања одређених услова као што су општа неписменост народа, непостојања правне науке, законодавне и судске праксе и других прошло је много времена до доношења законика.
Устанак обесправљеног сељаштва Србије против дахија је један у низу устанака кметова против феудалаца. Непрестани устанци и оружане борбе полако прерастају у буржоаско - демократску револуцију. Ова револуција доводи до смањења феудалних својинских односа и коначно ствара услове за стварање и развијање буржоаских друштвених односа и државности. Српска револуција, која је почела устанком 1804. године, је омогућила друштвени преображај који ће уследити у наредним деценијама. Све до 1804. године, српско друштво се развијало у неповољним условима. У условима заосталог османског феудализма који је годинама спречавао рађање грађанске класе потребне за револуцију. Промене у друштвеној структури Србије одступају од класичног пута израстања и економског јачања грађанства у периоду развијеног и касног феудализма западних европских земаља. Градови су остали центри турске феудалне војне и управне власти. Начин живота, навике и свест у градовима ће још деценијама остати непромењени. Међутим, промене у имовинској, производној и социјалној структури српског сеоског народа све су изразитије пред крај XVIII века. Султан Селим III ферманима из 1793, 1794 и 1796. године потврђује и проширује самоуправне повластице становништва Београдског пашалука. Велики број српских сеоских трговаца почиње да се богати због сточне трговине на територији Србије и са суседом Аустријом. Политичка и економска позиција ових трговаца је знатно повољнија него она од осталог српског становништва које је знатно сиромашније и потчињеније. Прекомерно богаћење је спречено од стране турске власти и облика феудалне експлоатације. Турци су обезбедили кнезове који су у својим селима прикупљали феудалне дажбине. Ова функција их је одређивала као најважније фискалне органе помоћу којих је Турска власт вршила експлоатацију. Осим овога кнезови су имали надлежност пресуђивања у мањим споровима.  Ова судска функција је знатно утицала на стварање и развијање обичајног права.
.У току ослободилачког рата, кнезови и војводе се претварају у државне органе нове власти, носиоце војне и политичке моћи. Ови нови органи виче не могу да се ослањају искључиво на обичајно право. Историјски и правни извори устаничке Србије, као што је Карађорђев законик и Нацрт Правитељствујушчег совјета, садрже низ грађанскоправних одредаба. У овом периоду се знатно повећава број норми везаних за грађанско право. Развој овог новог, буржоаског права, ипак наилази на препреке, какво је старо феудално право. Представници ових застарелих, али не и искорењених схватања налазе се у редовима некадашњих покретача револуција, а сада представника нових власти. Организован је јако велики број буна, у којима су се чак сукобљавале и читаве војске, довеле су до стагнирања развитка новог права у Србији. Начела која су прокламована Уставима из 1835. и 1838. године су правни израз и и потврда успеха борбе српског народа за успостављање капиталистичких својинских односа и снага да се преброди сопствена заосталост.
Несклон издавању закона, али због све већег народног незадовољства и новонасталих прилика у земљи, кнез Милош Обреновић у пролеће 1829. године именује чланове тзв. Законодателне комисије са задатком да израде законик грађанског права. Чланове те и оних комисија које су биле формиране после ње чинили су угледни и образовани људи оног времена, који нису имали правничко образовање. Међу њима су били учитељ Георгије Захаријадес коме је кнез Милош дао задатак да преведе са немачког један део Code civil-а, а поред њега ту су били и Вук Стефановић Караџић, Димитрије Давидовић и многи други. Рад комисије се сводио на превод страних закона, чија садржина није одговарала тадашњим потребама и околностима у Србији. После тога рад на изради законика је стопиран на неко време. 1834. године је он обновљен, али безуспешно. Због недостатка стручног знања из области права, ниједна комисија није успела да одговори на кнежев захтев. Чак су избегавали тај посао, јер су у њега невољно ушли свесни своје нестручности за овакав подухват.
Кнез Милош потом израду законика поверава угледном правнику и књижевнику Јовану Хаџићу и градоначелнику Земуна Василију Лазаревићу.
Кнез им даје налог да сачине један кратак зборник грађанског права по узору на аустријски, заснован на српском обичајном праву, који ће бити јасан и разумљив свакоме. Дошавши у Србију 1837. године Хаџић и Лазаревић су међу собом поделили посао, тако што је Хаџић требало да уради грађански законик, а Лазаревић да ради на кривичном и процесном законику. Њих двојица су по доласку у Србију одмах прегледали дотадашњу грађу која је прикупљена за израду законика и поднели су о томе извештај кнезу. Указали су тада на недоследно схватање својине, као и на неправичност искључивања женске деце из наследног реда. Међутим, Лазаревић убрзо умире, па је Хаџић морао да преузме и његов део посла.
Узевши активног учешћа у уставним борбама, Хаџић је прекинуо рад на изради законика, који је наставио после завршетка истих и одласка кнеза Милоша са власти. Хаџићев нацрт прегледала је комисија која је формирана при Савету и уз мање измене, кнез Александар и Државни савет су га одобрили. Законик је проглашен на празник Благовести 1844. године.
Иако је донет на иницијативу кнеза Милоша, овај Законик је изнуђен од стране народа који је био незадовољан Милошевом самовољом.

## Садржина Законика
У овом Законику је прихваћен институционални систем поделе грађанског права. Виде се одступања у односу на изворник. Норме СГЗ-а су другачије распоређене и поједностављене, у односу на исте или сличне норме које садржи Аустријски грађански законик. Ова два законика се разликују и по спољашњем изгледу, па се може закључити да Српски грађански законик није копирана аустријска кодификација грађанског права, већ оригинална творевина, која је урађена по узору на њега.
950 чланова СГЗ-а разврстано је у увод и три дела. 
Садржао је : лична права, стварно, облигационо, брачно, породично и наследно право.
Убрзо по ступању на снагу, почеле су да се појављују нејасноће и недоумице у вези са овим закоником. Кнез и Совјет су као законодавна власт својим објашњењима, тумачењем и решењима тумачили, понекад и исправљали одредбе СГЗ-а. Четири најзначајније измене овог законика су:
1. Измене и допуне из 1864. године. У овом периоду су уведене паулијанска тужба и краћи рок застаревања. Оба решења су позајмице из француског Code civil
2. Измене из 1868. године су се бавиле забраном истраживања ванбрачног очинства, још једна одредба која је учињена по угледу на Code civil.
3. 1872. године су укинуте одредбе о старатељству и донет је Закон о старатељству, који је био сачињен из 165 параграфа.
4. Изменама из 911. године су укинути алографски и усмени тестамент, од овог момента, валидан тестамент морао је бити у писаној форми.[12]

У односу на Аустријски грађански законик Хаџић уноси на самом почетку норме засноване на „правди и правици“, које се знатно разликују од свог узора, па тако СГЗ почиње са 35 чланова, док АГЗ почиње са само 14 чланова.
Уводне норме Српског грађанског законика можемо поделити у два одељка:
1)	А одељак који чине првих 14 чланова, а који се подударају са уводним члановима Аустријског грађанског законика и француским Code civilе,
2)	Б одељак, од 15-35 члана, који је оригинална српска творевина, а говори о „праву и правди“. Овај одељак има обележја декларације о правима и слободама.
СГЗ у свом другом одељку увода афирмише либерална начела и вредности, што није било својствено тадашњим грађанским кодификацијама. На тај начин ове норме иако у начелу говоре о грађанском праву, у ствари допуњују уставне норме Турског устава из 1838. године, у коме оне нису биле заступљене. Тако он садржи и елементе уставног карактера.
Његове уводне одредбе се разликују од његовог узора и по снажном ослонцу на обичајно правом.
У првом делу су одредбе о личним правима, прописи брачног и породичног права (утврђује права и дужности родитеља и деце, предвиђа само црквени брак, ограничава пословну способност жена, итд.).
Други део садржи одредбе стварног права. Ове одредбе дају праву својине карактер потпуног, апсолутног и неограниченог права. Такође садржи и прописе наследног права. Норме о тестаменту и питањима тестаментарног наслеђивања смешта у више глава и у оквиру њих убацује и главу која се бави уређењем односа у породичној задрузи. А у посебном одељку овог дела налазе се и прописи из облигационог права.
Трећи део Законика говори о јемству, залози, измени, утврђивању и престанку права и обавеза, а садржи и прописе о застарелости.
Хаџић је неке чланове скратио, али је додао и нове. Он детаљно регулише породичну задругу (507-529 чл.), као и стицање својине на дивљим животињама, честе случајеве закупа одређених ствари и сличне ситуације које нису предвиђене у аустријској кодификацији.
Српски грађански законик је по свом обиму за трећину краћи од Аустријског грађанског законика (који има 1502 члана).
Разликује се и начин формулисања правних норми. У Аустријском грађанском законику су норме кратке и концизне, а у СГЗ-у су оне више описне како би биле јасније просечном човеку. 
За разлику од аустријске кодификације која допушта примену обичајног права само у случајевима када је то законом прописано, Српски грађански законик предвиђа да у случају правних празнина важи обичајно право.
Иако је за основу имао Аустријски грађански законик, у Српском грађанском законику се види утицај како српског обичајног права, тако и римског права, Француског грађанског законика из 1804. године (Code civile), црквеног и шеријатског (османског) права.
Један део норми француског Грађанског законика доспева у Српски грађански законик преко аустријске кодификације, упркос чињеници да су Хаџић и Лазаревић у писму кнезу Милошу, после неуспелог покушаја Георгија Захаријадеса да начини законик по угледу на француски, навели да Code civile није адекватан узор. 
1864. године путем амандмана, под утицајем Рајка Лешјанина и других младих правника који су студирали у Паризу, СГЗ доживљава директан утицај француског права.
Поред тога Законик се ослања и на римско право, које је путем црквеног права доспело у правни систем средњовековне српске државе, а које се и даље примењивало под туђинском влашћу. Неке норме које се ослањају на римско право су директно доспеле у СГЗ преко аустријске кодификације грађанског права, као што је на пример уговор о поклону у оквиру облигационог права.
Видљив је утицај црквеног права на Српски грађански законик, највише у области брачног и породичног права. Хаџић се у члановима 93 и 94. позива на Номоканон Светог Саве из 1219. године. Он предвиђа предбрачни испит кога нема у АГЗ-у, регулише правни статус кумства и побратимства, а у случају развода надлежан је црквени суд. Све ово чини га различитим од свог узора.
С обзиром на време проведено под турском влашћу, уочљив је и утицај шеријатског (османског) права на Законик. Оно се највише огледа у правној терминологији. Тако су неки шеријатски правни термини ушли у српску кодификацију попут својине на непокретностима, установа тапије и „аманета“, право прече куповине, установа својинског права миљак (од шеријатског мулк), који је био један вид приватне својине на непокретностима, итд. Бројне су и терминолошке позајмице из турског језика попут кирије, хасна (камата), еспап (трговачка марка) и других.
Српски грађански законик има специфичну терминологију и језик. Хаџић је критикован због неадекватне правне терминологије коју је користио у Српском грађанском законику. Он диспозицију правне норме не дефинише у трећем лицу једнине што је уобичајено за друге законике, већ у другом лицу једнине, а све то у циљу да би правну терминологију што више приближио народу. Користио је и термине из обичајног права, а уводи и латинске називе за неке правне институте у српску терминологију, користећи их упоредо са домаћим. Како би обогатио српски правни речник често је користио синониме за поједине појмове и одељке (нпр. „О тестаменту или завештању“, „О остави или аманету“...). На овај начин он је модернизовао српску правну терминологију. Његов дескриптивни и казуистички приступ се разликовао од стила и језика на коме је писан Аустријски грађански законик.
Законик је уставно утемељен, јер га је издао књаз у сагласности са Државним саветом, а заснивао се на Уставу. 
Нејасноће и недоумице у примени Српског грађанског законика појавиле су се убрзо након његовог ступања на снагу, јер је он уређивао обимну и сложену правну материју. Због тога су његове одредбе биле тумачене, мењане и допуњаване различитим објашњењима и решењима. Међу најзначајније допуне и измене спадају: 
1)	измене и допуне из 1864. којима су уведене паулијанска тужба и краћи рок застаревања 
2)	измена из 1868. године којом је забрањено истраживање очинства (осим у случају отмице и силовања)
3)	укинуте су одредбе о старатељству, а 1872. године је донет Закон о старатељству
4)	изменама из 1911. године измењена је форма тестамента, којима су укинути алографски тестамент и усмени тестамент (осим у изузетним случајевима).
Крајем 19. и почетком 20. века јављају се захтеви за доношењем новог законика. 1908. године је основана комисија за писање новог грађанског законика по угледу на немачку кодификацију, која је свој нацрт предала Министарству правде, али он није озакоњен. Претпоставља се да је овај кодификаторски подухват обустављен због Првог светског рата.
Безуспешан покушај доношења новог законика спроведен је и у Краљевини Југославији, јер је било немогуће уједначити грађанско право због разлика у правним системима држава које су ушле у састав краљевине.
Српски грађански законик у време свог доношења није важио на читавој територији Кнежевине Србије за све њене становнике. Турским уставом из 1838. године Кнежевина Србија добија законодавну, извршну и судску власт, тако да се Законик примењивао само на српско становништво. Османско муслиманско становништво које је живело у Србији, Јевреји, Роми и сви поданици држава које су на основу тзв. система капитулација регулисале своје односе са Османском царевином били су изузети из српске јурисдикције, па се на њих нису примењивале норме Српског грађанског законика.

## Језик и терминологија законика
Критике на рачун језика у овом законику јавиле су се одмах након његовог ступања на снагу, а протежу се све до данас. Како је већ у ранијем тексту поменуто, законик је изазивао нејасноће и недоумице, које је законодавна власт морала сама касније да попуњава. Несумњиво је да је Хаџић могао да користи адекватнији и мање двосмислен језик приликом израде овог законика. Диспозиција се у СГЗ-у не дефинише увек хипотетички, неутрално у трећем лицу једнине, како је то било уобичајено почев од најстаријих кодификација („ако неко...“ и сл., чега се није клонио ни АГЗ) Хаџић често користи заменицу "ти" како би приближио компликован законски текст обичном народу. Он је избегавао употребу компликованих или директно преведених немачких израза, знајући да је становништву већ веома компликовано разумевање законских текстова. Приметна је и изузетно честа примена примера. Хаџић је на овај начин моделирао и модернизовао српску правну терминологију. Он је настојао да припреми и навикне српски народ на опште правне изразе и тако их у будуће упозна са истим. Он је учинио велики искорак за развој српског грађанског права, али и правне терминологије. Хаџић није само преписао Аустријски грађански законик, већ га је модификовао, како правно, тако и језички да одговара потребама тадашњег српског народа.

## Гране права

### Стварно право
Стварно право је грана грађанског права којом се уређују имовинскоправни односи људи у вези са стварима.
Стварно право је апсолутно право, и као такво делује према свима ( лат. erga omnes) - што значи да их свако мора поштовати и да су заштићена од сваког противправног захтева (нико нема право да омета власника у коришћењу права својине).
Основна два принципа стварног права су:
- Принцип да постоје само она стварна права која правни поредак признаје
- Принцип публицитета, који се остварује код покретних ствари држањем те ствари, а код некретнина уписом у земљишне књиге

Стварна права се још из римског права деле на:
1. Стварна права над својим стварима (над којима носилац има неограничену власт)
2. Стварна права над туђим стварима (над којима носилац има ограничену власт)[29]

Субјекти стварних права могу бити и физичка и правна лица - што се тиче овог права, између њих нема никакве разлике, осим када из неких посебних разлога законодавац начини одступање.

#### Својина
У Српском грађанском законику термин „Својина" има два значења. У првом, ширем смислу, својина се поистовећује са имовином односно имањем. У том смислу се њоме означава све оно из чега се састоји привредни круг добара једног лица (не само телесне ствари, већ и сва права тог лица). У ужем смислу, својина означава једно посебно стварно право (лат. dominium proprietas), односно потпуна власт једног лица над одређеном свари. О својини у ширем смислу говори се у члану 211. Грађанског законика где пише: „Све ствари, добра и права која Србину принадлеже, јесу његова својина или сопственост". Праву, ужу дефиницију својине, законодавац је покушао да прикаже у члану 216. рекавши: „Ко је господар од ствари какве, тај има право и употребити и уживати је, и сваку корист од ње вући; а и по својој вољи не употребити и не уживати са свим или од части на другога пренети...". Ова дефиниција својине није ништа друго до јасна преписка дефиниције својине из римског права.
Питање својине на некретнинама (нарочито својине на земљи) је у Кнежевини Србији било веома сложено. У османском земљишном систему више субјеката је имало овлашћења на једном истом земљишту (султан, спахија, сељак). У 19. веку је дошло до промене, јер су српски органи преузели власт, па се поставило питање својине над земљом: Ко ће добити право својине над том земљом, да ли ће земља припасти онима који је обрађују, или пак српским спахијама (које долазе на место османских)?
Хатишерифом из 1833. укинут је феудализам, и османско становништво је коначно напустило Кнежевину Србију. Последица овог догађаја било је досељавање новог становништва који су претходно били насељени у околним крајевима. Они су почели да крче и заузимају земљу широм Кнежевине. Пошто је земља тада стицана најпре фактичким, а не правним путем, требало је уредити и обезбедити право својине на тој стеченој земљи.
Закон о повраћају земље из 1839. признао је српским сељацима право својине на земљи коју су до тад држали и обрађивали. Овим законом је још и прецизирано до када је правну важност имао османски систем својине, а од када је почео важити српски систем својине.
Тако је овим Законом одређено да је:
- до 1816. године на снази био османски систем
- од 1816. године до октобра 1833. године признавано право својине на земљу ономе који је на ту земљу имао тапију (доказ да је лице означено у тапији власника парцеле)
- од октобра 1833. године власници земље су постали и они који су држали земљу, а нису имали тапију.[33]

Са османског концепта (који је до тад важио) се прелази на римски концепт својине. Српски грађански законик је римско схватање својине изразио речима: "Све ствари, добра и права, која Србину принадлеже, јесу његова својина или сопственост, које ће рећи, да је сваки Србин савршени господар од својих добара, тако да је он властан ова по својој вољи уживати, с њима по вољи располагати и свакога отуда искључити, наравно по пропису закона".
Као што видимо, у првој половини 19. века догађа се историјски преокрет којим је дојучерашњи кмет, који је у османском систему био само држалац земље, а на којој су својинска овлашћења заправо имали султан и спахија, сада постаје власник и носилац права пуне својине над том земљом.
У Српском грађанском законику су прописана својинска овлашћења на ствари:
1. право државине (право да се ствар држи и користи)
2. право уживања (право да се убирају плодови са одређене ствари уз коришћење те ствари)
3. право располагања ствари по својој вољи (право да се ствар уништи,отуђи, поклони итд.).

Услови који су морали бити испуњени за прибављање својине били су (1) правни основ, (2) законит начин прибављања одређене ствари.
Српски грађански законик предвиђа два начина прибављања својине:
- оригинарни начин (окупација, одржај, прираштај итд.)
- деривативан начин (предаја ствари, наслеђивање итд.)

Што се тиче заштите својине, СГЗ је предвиђао тужбе по узору на римско право, првенствено: rei vindicatio, Publiciana in rem- које су служиле власнику који је имао право својине, али није поседовао ствар, и actio negatoria - која је стајала на располагању власнику кога је неко узнемиравао у мирном држању ствари.
Престанак права својине се могао десити простом вољом власника (продајом, поклањањем, одбацивањем те ствари), пропашћу ствари, судском пресудом итд.

#### Државина
Државина се дефинише као правом призната „фактичка власт на ствари" и као таква, у Српском грађанском законику је представљала један од најконтроверзнијих института стварног права. Творац Законика, Јован Хаџић, није се прославио у одредбама о државини (посебно о детенцији), ипак све одредбе о њој су биле од цивилизаторског значаја. Захваљујући тим одредбама институт државине је први пут узакоњен у српском праву. Неке од тих одредаба биле су боље од „непосредног узора“ – Аустријског грађанског законика, а одредбе о појмовном одређењу државине (експликацији фактичке власти на ствари), државини права и самопомоћи као средству државинске заштите, далеко надмашују важеће норме у српском стварноправном уређењу и могу бити узор будућем законодавцу.
Одредбе о државини у СГЗ-у сврстане су у други део Законика којим су регулисана стварна права („О стварима и правима на ствари") у другој глави („О државини и праву држања“, 198-210. члан СГЗ).
Српски грађански законик је поред својине, усвојио и појам државине из римског права. Једно лице може имати државину над неком ствари уколико ту ствар држи и има вољу да је држи у своје име. Оба услова су била неопходна, а уколико би један од њих фалио, државина би престајала.
Јовану Хаџићу, творцу СГЗ, је замерано то што је прописао заштиту само законитој државини, односно оној која је стечена законским путем (уговором, наслеђем итд.). Критичари су му замерали јер је он овим решењем потпуно изједначио државину са својином и да није разумео да је државина фактичка власт на ствари коју правни поредак штити од узнемиравања, а да није конкретно право. Ипак, из самог Законика се јасно види да је Хаџић потпуно разумео улогу и дефиницију државине, разлог зашто је ускратио заштиту над незаконитој државини је због тога што је до ње најчешће долажено силом, потајно (кришом) или преваром.
И поред тога што су систематика, редакција и обим регулисања државине у Српском грађанском законику генерално слабији у односу на његов „изворник“, Аустријски грађански законик, неке његове одредбе биле су корак испред чак и у односу на њега, а бројне боље од одредаба о државини у важећем српском праву. То се, пре свега, односи на експлицирање садржине државине (фактичке власти на ствари), државину права и право на заштиту државине. Законик је одиграо огромну улогу у успостављању државине као самосталног правног института у тек васкрслој српској држави након Другог устанка. Имајући ово у виду, не би било исправно рећи да су одредбе о државини, „једне од најслабијих места у (Српском грађанском) законику“

#### Земљишне књиге
Као што је већ поменуто у одељку о својини, за стицање стварних права био је неопходан правни основ и законит начин прибављања.
Упис у земљишне, односно баштинске књиге се сматрао деривативних начином стицања својине. Предаја ствари је била неопходна за пренос својине, па је самим тим упис у баштинске књиге заправо био један вид предаје. Да је то тако, показује и чињеница да се параграф о убаштињењу као услову за пренос својине на непокретним добрима налази у глави под називом: „О стицању својине предајом".
Непокретности су се на законит начин првенствено стицале уписом у земљишне (баштинске) књиге. Творац је ове одредбе донео првенствено по угледу на Аустријски грађански законик. Аустријски (Немачки) систем земљишних књига омогућавао је потпуну правну сигурност носиоцима стварних права над непокретностима и био је без претеривања најбољи у свету. Суштина тог система била је у томе да је онај ко је уписан у земљишне књиге сматран власником некретнине. Државна власт је гарантовала да је пренос био правилан. Власт је имала задатак да испита и право продавца на некретнину и правилност самог преноса како би могла да гарантује правилан пренос. Земљишне књиге је требало установити код окружних судова.
Баштинске књиге су биле јавне (доступне свим заинтересованим лицима) и у њима су бележени сви преноси односно промене у својини некретнина. Функционисале су на једноставан начин по правилу да онај који купи и упише некретнину у земљишне књиге директно искључује онога ко би после њега купио ту исту некретнину, али и онога ко је пре њега купио ту некретнину, али то није евидентирао у земљишне књиге.
Очигледно је да је овај систем захтевао висок степен стручних знања, али и значајна финансијска средства да би био изводљив. Узевши ово у обзир, Србија није имала довољно новца, али ни стручних људи, па баштинске књиге никада нису ни биле формално уведене.
Због обих сметњи. увођење система земљишних књига је непрестано одлагано, па су уместо њих доношена привремена решења. Како би носиоци стварних права били заштићени (услед недостатка земљишних књига), усвојена су два регистра: систем тапија за право својине и интабулационе књиге за хипотеку и остала права.
У законодавном решењу из 1850. године усвојено је да судски потврђена тапија има исту правну важност коју би имао упису у земљишне књиге.Тапија, као институт, била је једна врста османске заоставштине. Према српским прописима, тапија је дефинисана као уговор о продаји и куповини некретнине који је био потврђен од стране општинског суда, полицијске власти и првостепеног суда.
Међутим, упркос томе, тапија није могла обезбедити правну заштиту коју би обезбедио упис у земљишне књиге. Прво због чињенице да за разлику од земљишних књига, нису постојале посебне књиге у којима би се тапије уписивале. То је значило да купци нису могли сазнати да ли је продавац за исту некретнину већ неком другом издао ту тапију или не. Ово је доводило до случајева да су у пракси за једну исту некретнину издаване две тапије. Узрок је био или незнање да је већ издата једна тапија (баш због недостатка књига) или несавесно поступање општинског суда (који је био дужан да утврди да ли је продавац заиста власник те некретнине или не). Због ових недостатака тапијског система, промет некретнинама је био видно отежан, а право својине на тим некретнинама није било потпуно сигурно и заштићено.
Србија је званично почела да уводи земљишне књиге тек 1930. године, а до Другог светског рата је њима обухваћена отприлике трећина територије наше земље, не рачунајући Војводину.

### Породично право
”Све до појаве Србијанског грађанског законика, у српским земљама које су биле под турском влашћу није било писаних закона о породичној задрузи.”

#### Задруга
Задруга у нововековној Србији је имала веома значајну улогу у уређењу живота српских села и вароши и представљала је основно мерило једне проширене породице (кућне заједнице). Србија је почетком XIX века почивала на задружним породицама и тек се у варошким срединама пробијала као владајућа – инокосна породица. Она се очувала све до прве половине XX века. Своје порекло води из обичајног права, док се у СГЗ-у налазе прописи и правила како се уређује једна породична задруга. Тек се појавом овог правног акта породична задруга и односи у оквиру ње по први пут озакоњују.
§ 40 АГЗ-а, под појмом породица спадају преци са својим потомцима, а нит која повезује ова лица назива се сродство; док тазбина представља везу која настаје између једног супружника и сродника другог супружника. Насупрот томе, у  §  55 СГЗ-а дефинисана је родбина (породица, фамилија) под којом се подразумевају „претци са свима својим потомцима, невезано да лис су били они у заједници или подељени и они се зову међу собом род. Тако Србијански грађански законик цело једно поглавље посвећује овом институту и дефинише породичну задругу на следећи начин.
§ 57.   „Под задругом или задружном кућом разумева се више лица пунолетних, самих или са потомством у заједници живећих. Они су у одношају међусобном задружни. Где токова зајединскога живота нема зову се инокосни.” Доследним тумачењем овог члана може се установити да између оца и сина не би могла да постоји задруга, јер према једној од одлука Опште седнице Касационог суда, „задруга постоји онде где је смеса заједничког живота и имања, те из тога што отац и син заједнички живе на очевом имању, не да се извести да састављају задругу“. У пракси то би значило да је отац био у обавези да првобитно изврши деобу свог имања са сином, па да након тога, њих двојица, уговором, своја добра уједине у задругу.
§ 507 „Задруга је онде, где је смеса заједничкога живота и имања свезом сродства или усвојењем по природи основана или утврђена. Задруга се зове кућа или кућа задружна за разлику од инокосне.” Истиче се да је за постојање породичне задруге неопходно је поседовати три елемента: крвно или грађанско сродство (у виду усвојења или побратимства), заједница имања (колективна својина) и заједница живота и рада.
§ 510. истиче да женска лица не могу бити чланови задруге („О задружном добру без сагласја свију пунољетних и ожењених мушких глава један или други није властан располагати, као ни продати или задужити“). У почетку је судска пракса признавала ово становиште, али се касније појавило и супротно тумачење. На основу накнадног законског решења, 1859. године, једино се ћеркама признало право да се сматрају једним од законских наследника у задрузи. Тако је Г. Никетић истакао у делу Грађански законик Краљевине Србије, Протумачен одлукама Одељења и Опште седнице Касационог суда, да у одлуци Опште седнице Касационог суда од 6. октобра 1871, бр. 2955, изричито речено да женске нису чланови задруге, док, према одлуци Одељења Касационог суда од 27. маја 1877, бр. 1212, „и женска деца спадају у задругу, и у погледу њиховог наследства суди се по прописима о задрузи.“
На први поглед, овакав вид породице помало подсећа барем у имовинско-правном смислу на римски патриа потестас (patria potestas), али са њим нема додирних тачака. Док је у Риму патер фамилиас има право да располаже целокупном имовином, поглавар задруге је само први међу једнакима и над задружном имовином није имао абусус (ab usus  - право да се неком ствари располаже). Породична задруга је можда сличнија организовању породице у преддржавном периоду људске цивилизације.
Према нормама обичајног права, задружна имовина била је колективна. У случају смрти оставиоца, његову заоставштину могао је да наследи само његов син или његов син и синовљево мушко потомство У суштини, имовина није припадала појединим члановима задруге, већ задрузи као целини. Задругари су само уживали задружног имања, али их нису могли отуђити нити задужити. Поента задружног имања, била је да се остави и сачува наредним генерацијама.
За разлику од обичајног права, задружна имовина у СГЗ-у је правно објашњена као сусвојина (condominum). Суштинска промена у форми сусвојине, била је да је уместо колективне постала индивидуална својина. Такође, у СГЗ-у је формулисано да ко наслеђује de cuius-а може бити само његов син, али не и синовљево мушко потомство.
Када је реч о заједници живота и рада, она је постојала све док су задругари живели и радили у оквиру задруге. Заједница рада није била кључан услов како би се заједница формирала, али је имала велики значај. Наиме, није било могуће да један члан задруге обавља неки посао само у своју корист, а не за задругу. Уколико се јави намера да задругар ради само за себе, то је означавало одвајање од заједнице и постајао био делимични задругар. У том случају, он остаје у задружном односу у наслеђивању и располагању задружним имањем и ништа више.
Српски грађански законик посвећује одељак који се односи на уређење задружног живота и рада у коме су норме обичајног права очуване на снази, јер су јој давале колективистички карактер. Та одредба се види у једнаким правима и дужностима задругара. Наиме, сваки задругар је морао да ради у складу са својим могућностима, имао је право на издржавање, без обзира на његов удео у имовини задруге. У појединим одредбама СГЗ-а помиње се задруга као правно лице, са заједничком имовином и заједничким јемством, усклађено обичајним правом. Постојале су и одредбе које су потврђивале супротно, да постоји индивидуално право својине и наследно право, да задруга није правно лице. Такође је предвиђена и могућност да се задруга распадне уколико се усагласе сви пунолетни чланови.
Правни односи у задрузи су регулисани од стране власти, тј. задружног савета, старешина и старешица. Задружни савет или веће су чинили сви пунолетни задругари. Функција задружног савета била је да надгледа све послове који су излазили из оквира породичног старешине, а приоритети су били акти располагања. Такође, задружни савет је именовао старешину. Он је, по правилу, био најстарији задругар, али је постојала могућност именовања и другог лица. Улога старешине је да буде заступник задруге, његова власт је двојака и односила се на имовину, задружне послове и личности задругара. У те послове су спадали: распоређивање задружних послова, начин искоришћавања добара, исплате и наплате итд.
Сви управни акти старешине били су пуноважни и обавезивали су задругу. Старешина није имао право да располаже задружном имовином, али ако се определи за такав акт, задругари су имали рок од годину дана да се жале. Ако се не би жалили, акт би био прећутно одобрен. У погледу личности задругара, старешина је имао улогу старатеља над малолетним и правно неспособним лицима. Старешица је, за разлику од старешине, имала фактичку власт и то над женским особама у задрузи.
Ипак је важно нагласити да је задруга већ била при фази распадања, што се могло видети у смањењу броја чланова задруге и бројнијим деобама. Главни разлози распада задруге били су: робноновчани односи, већи значај приватне својине што је доводило до неслагања међу члановима задруге, слабљење разлога који су задругу држали на окупу (заједничка обрада земље, заштита од спољне опасности...), измештање радних активности из делокруга породице.

#### Положај жена
Положај жена није био сјајан у АГЗ-у, мада је Српски грађански законик направио мали помак у складу са нашим обичајним правом. По узору на Аустрију, уведен је мираз. Према Српском грађанском законику, мираз није био обавезан.
Њихов положај није био најповољнији. У тренутку ступања у брак жена би губила пословну способност и поново би потпадала под статус малолетнице. Жена није могла да склапа правне послове, није је могла да буде сведок при састављању тестамента нити да буде одређена за старатеља, уколико јој то муж супротно не допусти. Жена није била равноправна са осталим члановима задруге и није могла да наслеђује. Само у пар случајева постоји одступак од овог аргумента, а то да су поједине неудате жене и удовице имале нешто бољи правни положај. Искључиво је отац био носилац родитељске власти.
§  523 „Жена удовица после смрти мужа у задрузи заоставши, била она са децом, или без деце, задржава право уживања на делу свога мужа у задрузи и смеси заоставшем, то се разуме, да ни оваква жена удовица, којој у задрузи дете умре, не може део овог у истој задрузи ни у каквом случају наследити, него и њој остаје само право уживања до смрти или преудаје, по гласу постојећих правила о женскињама у задрузи“.
§  768 „Оно, што жена у покретним стварима као опрему за своју или мужевљеву потребу донесе, јесу дарови, који остају женини за све време брака, нити муж с њима располагати може, али ни жена без мужевља знања не сме их отуђивати“.

#### Хранитељство и усвојење
Хранитељство представља меру заштите детета без родитељског старања. Изненађујуће да је у области усвојења и хранитељства Српски грађански законик сачувао модерне одредбе које су у складу с међународно прихваћеним стандардима права детета. На пример, први тип усвојења које је регулисао Српски грађански законик предвиђао је да је усвојено дете имало иста права у односу на усвојитеље која има рођено дете у односу на своје биолошке родитеље. Дете је могло да се усвоји само уз сагласност родитеља, разлика у годинама између усвојитеља и усвојеника није смела бити мања од 15 година. Хранитељство је имало веома дугу традицију у српском друштву и могло се засновати ако је дете било без родитељског старања.
У брачном и родитељском праву неравноправност жене и мушкарца је очигледна. Наиме, супруга је потчињена мужевљевој власти током трајања брака. Жена као мајка никада није имала самосталан положај родитеља који врши родитељско право. У тренутку престанка очинске власти, деца нису аутоматски потпадала под мајчинску власт, већ им се она једино могла поставити као старатељ. У случају развода или одвојеног живота супружника, мушка деца изнад четврте, а женска изнад седме године старости увек се остављала оцу, а не мајци.
§ 110 Српског грађанског законика истиче да „супруга пак дужна је мужа свога слушати, наредбе његове набљудавати, за њим ићи и где он за добро нађе, с њиме онде живети; њему по силама својим у отправљању домаћих послова, у прибављању, а нарочито чувању имања припомагати, и кућевни ред и чистоћу набљудавати, и нарочито децу намиривати, у чистоти и благонарављу садржавати и чувати“.
Само је мајка могла да има родитељско право према ванбрачном детету, а отац тек ако дете накнадно стекне брачни статус озакоњењем. Утврђивање ванбрачног очинства није било дозвољено према Српском грађанском законику након измена из 1868. године, изузев случаја силовања. У оквиру првог наследног реда законски наследници умрлог су могли бити само његови мушки потомци, док је женској деци припадало, у овом случају, само „уживање, издржавање, снабдевање и пристојно удомљење по постојећем обичају“. Поједини аутори су приписивали овакво решење Српског грађанског законика утицају француског права, што је било супротно одредби која је дозвољавала утврђивање ванбрачног очинства у његовом аустријском изворнику.
Као законске наследнице, могу се одредити ћерке оставиоца и друго женско потомство само ако нема синова, односно њихових мушких потомака. Овакав однос према женама као могућим законским наследницама законодавац је пренео и на друге наследне редове. Тако отац и браћа оставиочева искључују из наследства мајку и сестре; деда и стричеви по оцу долазе испред баба и тетки по оцу, а сви заједно испред истих сродника по мајци. Ипак, у контексту осталих одредби које су се односиле на породичне односе, правни институти усвојења и хранитељства у појединим областима Српског грађанског законика и данас изгледају прихватљиво и усклађено са савременим међународно прихваћеним стандардима заштите права детета.
Највише проблема тицало се Хаџићевог правног уређивања породичне задруге и његовог покушаја да уведе равноправност између полова у погледу наслеђивања. С. Јовановић сматра да Хаџић и Лазаревић „нису били проникли дух задруге“. Он истиче да је њихов презир усмерен ка запостављању женске деце у наследном праву и њихову осуду таквих традицијских правила као супротних „обштим основоположенијима“. С друге стране, иако је Јовановић замерио Хаџићу што је у задружне односе унео елементе сусвојине и ортаклука, он га је и бранио од напада да је крив за распад задруга зато што је дозволио њихову деобу чланом 527, истичући да је тај процес почео још раније.
Хаџићева правна решења везана за породичну задругу су ипак прихваћена, док она о равноправности полова код наслеђивања нису. Преформулисана су тако да су мушки наследници, како је то било и по српском обичајном праву, имали предност у наслеђивању. Иако је Хаџић отворено био против таквог решења, жалио се да су га београдске жене псовале и клеле ”где год се скупе”, због неравноправности полова која је на крају завршила у Законику.

### Наследно право
Наследно право у Српском грађанском законику регулисано је у чести другој, глави IX-XVI, почев од параграфа 394. до 530. Одредбама о наследном праву СГЗ-а прописано је да су морала бити испуњена два услова да би дошло до наслеђивања: смрт лица чија се заоставштина наслеђује и способност за наслеђивање.
Свако лице је било способно за наслеђивање, осим ако је постојао разлог за неспособност. Неспособан за наслеђивање је био онај ко није био жив у тренутку смрти оставиоца, ко није био српски држављанин (уз изузетке) и ко је био недостојан. Према Српском грађанском законику, општи узрок недостојности, било је умишљајно убиство оставиоца, што је првом реченицом параграфа 419. формулисано на следећи начин: „Убица вољни убијенога добро да не наследи“. Нехатно убиство није изазивало примену ове грађанскоправне санкције већ искључиво умишљајно убиство, које је уз то морало бити учињено противправно, а не у нужној одбрани или у стању нужде. Српски грађански законик је предвидео и два посебна случаја недостојности, тј. два случаја специјалне примене општег правила. У параграфу 419 СГЗ-а су то случајеви међусобне недостојности за наслеђивања мужа и жене, а у параграфу 420 СГЗ-а су то случајеви међусобне недостојности родитеља у односу на њихову децу. Жена је била недостојна „и ако је само знањем жене муж убијен“, а муж је био недостојан ако убије жену или је свирепо избије да од боја умре. Такође, параграф 420 СГЗ-а је прописивао: „Ако су отац или мати вољно причинили смрт детету, губе право на наследство, сами случај не лишава их тога права“, али по схватању у науци ни нехат их не лишава тог права.

#### Тестаментално наслеђивање
Сматрало се да је наследник стицао својину од дана отварања наслеђа. Српски грађански законик је прогласио начело слободе тестирања, то јест право једног лица (тестатора) да располаже својом имовином за случај смрти. Тестамент је лична, једнострана и опозива воља тестатора о расподели његове имовине за случај смрти. Неспособни за прављење тестамента били су душевно оболели, распикуће, малолетници (они који имају испод 15 година), монаси и лица која су због телесних недостатака била неспособна да изјаве последњу вољу. Српски грађански законик је превидео више врста тестамента:
1. Приватни и јавни (у зависности да ли је тестамент сачињен уз посредовање надлежне власти или не)
2. Редовни и привилеговани тестаменти (у зависности да ли је тестамент сачињен под општим условима или је закон у нарочитим случајевима предвидео изузетке од прописане строге форме).

Биле су заступљене три врсте приватних тестамента:
1. Својеручни писмени- тестамент који је тестатор својом руком написао и потписао.
2. Алографски- писмени, приватни и редовни облик завештања, које се сачињава на тај начин што ће завешталац унапред сачињену исправу својеручно потписати у присуству два сведока, изјављујући да је сачињено писмено прочитао и да је то његова последња воља.
3. Усмени приватни тестамент- изузетни и приватни облик тестамента. Завешталац може своју последњу вољу усмено изрећи пред три истовремено присутна тестаментарна сведока, ако због изузетних прилика није у могућности да сачини писмено завештање.

Од измена Српског грађанског законика из маја 1911. године, остао је само својеручни писмени приватни тестамент.
За извршење тестамента важило је начело да воља тестаторова мора бити извршена онако како гласи. Тестамент је престајао да важи када је последња воља тестаторова, услед одређених околности, престајала да важи. Право располагања својом имовином за случај смрти у СГЗ-у је ограничено у корист деце, која су имала право на нужни законски део. Нужни законски део износио је половину од онога што би припало деци као законским наследницима, осим уколико не постоји један од четири разлога за искључење нужног дела: 
- напусте православну веру;
- оставе оца у беди и невољи;
- врше крађе, харање и друге злочине;
- предају се распусном животу[55]

#### Законско наслеђивање
Српски грађански законик је увео и  законско (интестатско) наслеђивање. Основ законског наслеђивања било је само крвно сродство. Крвно сродство је засновано рођењем, може бити брачно или ванбрачно, према томе, да ли је сродство преко родитеља у законском браку или ван брака. Ванбрачна деца, као незаконита деца, нису била законски наследници свог оца и мајке, већ су могла да постану наследници само путем тестамента или уговора о наслеђивању. Кад оставилац умре и без тестамента и без уговора о наслеђу, онда законодавац, постављајући извесне претпоставке, одређује му извесна лица за наследнике. Главна претпоставка код одређивања законског наследника је, да би и сам оставилац, да је правио тестамент, ова лица у првом реду поставио себи за наследнике, јер је према њима, као својим сродницима осећао највише љубави.
Сродство је природна веза између два лица. Ако та лица потичу једно од другог, онда је то сродство у правој линији. У сродству у правој линији су деда, отац, унук итд. Разликује се  усходећа (асцендентна) и нисходећа (десцендентна) линија сродника. Сродници из усходеће линије обично се називају једним општим именом- претци, а они из нисходеће- потомци. Они који су произишли рођењем од заједничког претка су сродници у побочној линији. У сродству у побочној линији су браћа и сестре међу собом и њихово потомство. Да би се одредио степен сродства између два лица, гледа се на број рођења (сродника) преко којих су дотична два лица у сродству. У правој линији између два сродника има толико степени колико је између њих било рођења. На пример, умрли и његов отац су сродници у правој усходећој линији у првом степену, умрли и његов деда у другом, умрли и његов прадеда у трећем итд. Као и обрнуто. У побочној линији степен сродства израчунава се, кад се број предака у правој линији једног сродника сабере са бројем предака у правој линији другог сродника, а заједнички предак, до кога су усходно преци бројани изостави. На пример, два рођена брата сродника у побочној линији су у другом степену, два брата од стричева су у четвртом степену итд.
Да би се упростили односи код интестатског наслеђивања, усвојен је систем колена сродства. Под "коленом" СГЗ подразумева да сваки предак заједно са својим потомством чини једно колено. Према томе сваки предак има своје колено: очево, дедово, прадедово колено итд. Према СГЗ-у право на интестатско наслеђе имају само сродници из првих шест колена.
Помиње се и право представљања које је значило да потомак при наслеђу покојникове заоставштине представља свога претка и добија онај део који би његов предак примио да је у животу.
За наслеђивање у задрузи, у СГЗ-у је прописано опште правило да законски прописи о наслеђивању у инокосним кућама могу бити примењени и на наслеђивање у задрузи. Постојала су два изузетка:
1. Сродство у задрузи је имало предност над сродством изван задруге.
2. Женским лицима није дато право наслеђивања у задрузи.

Допунама Српског грађанског законика из новембра 1859. године кћерима задругара, који су умирали а нису имали мушке деце, зајемчено је право наслеђивања.

#### Уговорно наслеђивање
Поред тестаменталног и законског наслеђивања постојао је и уговор о наслеђивању (уговор на случај смрти) . 
Параграфом 394 СГЗ-а било је одређено да „после смрти житеља српског добра његова, и права и обавезе, осим чисто личних прелазе као наследство на другога, кога по реду закон опредељује, ако он уговором или завештањем није другојачије уредио“. Уговор о наслеђивању јe у конкуренцији тестамента и закона био најјачи основ позивања на наслеђе. Из законске формулације и одређења у науци проистиче и правна природа уговора о наслеђивању. То је двострани уговор закључен између два лица, којим се узајамно или једнострано, на неопозив начин даје, односно прима заоставштина по смрти уговорног завештаоца. Има за циљ располагање имовином једног (или оба уговарача) за случај смрти.
Врсте уговора на случај смрти
Према структури обавеза уговорних страна могућа је подела уговора на „једностране, двостране (узајамне) и вишестране уговоре о наслеђивању“. Једнострани уговор о наслеђивању постоји ако се само један уговорник обавезује и оног другог одређује за наследника, двострани (узајамни), који је био посебно чест између супружника, постоји када уговорне стране у истом контракту једна другу именују за наследника, односно, када и једна и друга на основу уговора имају узајамне обавезе, при чему наследник постаје уговорна страна која би надживела ону другу, док је о вишестраном уговору о наслеђивању реч када обе уговорене стране, за свог универзалног сукцесора постављају неко треће лице, евентуално му при томе одређујући неку обавезу.
Субјекти уговора на случај смрти
Најважније питање у вези с регулисањем уговора о наслеђивању у Српском грађанском законику односило се на круг субјеката који су могли да га закључе. Коришћење овог основа позивања на наслеђе је било ограничено само на супружнике, што се правдало чињеницом да је исто решење предвиђено и пар. 602 и 1249 Аустријског грађанског законика, по узору на који је настала и наша кодификација грађанског права.
Параграф 425 СГЗ-а има само општи карактер, у смислу да предвиђа да се поред тестамента заоставштином може располагати и уговором, а да круг лица и услове под којима је то могуће учинити прецизира пар. 780 СГЗ-а. У супротном законодавац би, или изричито предвидео да сва лица могу да закључују овај уговор, или не би уговор на случај смрти нормирао у глави законика о брачним уговорима (као и аустријски законодавац), него у делу о уговорима уопште или о завештању. Тврдило се да ни језичко тумачење Српског грађанског законика, као ни законодавац било којом другом одредбом „показује намеру, да дејство и обим ових уговора прошири и у корист трећих лица“. Према другом становишту, сматрало се да је у овом погледу Српски грађански законик одступио од свог изворника и да је круг субјеката који могу да
закључе уговор о наслеђивању неограничен. За такав став пронађен је аргумент у пар. 425 Српског грађанског законика у коме је било речено: „Дакле, ако се два лица једно другом на случај смрти обвезују, оно спада у уговор, и по пропису за уговор суди се“. Што значи да било која два лица имају способност да закључују уговоре, а не само супружници. Такође, писало се да закоником нигде није забрањено закључивање уговора на случај смрти лицима која нису супружници. По неким ауторима, за пуноважност уговора о наслеђивању се тражила општа уговорна способност (пар. 425 и 533 СГЗ-а), што значи да под претњом апсолутне ништавости овај контракт нису могла да закључују деца млађа од седам година и душевно болесна лица. Уговоре на случај смрти нису могли да закључују архијереји и монаси, лица која су под стечајем не би производио правна дејства према њиховим стечајним повериоцима, док су лица од 7 до 21. године, удате жене и лица стављена под старатељство због телесне или душевне неподобности или зато што су судском одлуком оглашени за распикуће, овај уговор могли да закључе само уз одобрење свог законског заступника. Према другом схватању, с обзиром на то да је у пар. 781 Српског грађанског законика наведено да се „уговор на случај смрти сматра као и тестаменат“, то се и у српском праву, по узору на параграф 1250 Аустријског грађанског законика, за његово закључивање захтевала само активна завештајна способност, само што је у аустријском праву било потребно да тај уговор одобри и старатељски суд.
Предмет уговора на случај смрти
Предмет уговора о наслеђивању одређен је пар. 394 Српског грађанског законика у коме се каже да после смрти једног лица „добра његова, и права и обавезе, осим чисто личних, прелазе као наследство на другога.“ Мисли се на заоставштину коју чине сва права и обавезе оставиоца у тренутку његове смрти који нису били везани за његову личност и који су стога компетентни за наследноправну сукцесију јер се нису угасили оставиочевом смрћу. У њен састав не улазе јавна права, а од приватних права потраживања која су била везана за личност оставиоца, права из породичноправних односа, а стварна права само по изузетку (нпр. личне службености).
Форма уговора на случај смрти
Параграф 425 Српског грађанског законика због своје непрецизности створио је забуну у погледу круга лица која су могла да закључе уговор на случај смрти и допринео различитим тумачењима у погледу неопходне форме за његову пуноважност. Сматрало се да за уговор о наслеђивању важе правила форме као и за обичне уговоре, па је у пракси чак било случајева да се за његово закључивање нису тражиле никакве формалности. У пар. 780 Српског грађанског законика којим је било предвиђено да уговор на случај смрти који супружници међу собом закључују „треба онако сачинити као што пропис за тестаменте гласи“, да би био пуноважан и да би производио правна дејства, што је подразумевало да га је било могуће саставити како у форми приватне исправе, тако и у форми јавне исправе, потврђене у суду. Превагу је ипак однело гледиште које заступа мишљење да је према Српском грађанском законику свим лицима допуштено да закључују уговор о наслеђивању, с тим што су само за супружнике важили захтеви форме предвиђени за завештање, док су сва друга лица могла да закључе уговор на случај смрти према општим условима и захтевима потребним за закључење било ког другог уговора. Према том становишту, супружници су могли уговор о наслеђивању да сачине на неколико начина: 
1. У форми писаног тестамента из пар. 429 и 430 СГЗ-а, што је значило да је свака од уговорних страна требало својом руком да напише и потпише по један примерак уговора, на коме је требало да се налази и датум сачињавања и да потом преда свој примерак уговора другој уговорној страни да га и она потпише;
2. у пар. 432 СГЗ-а, уговорницима који нису били у стању да сами напишу свој уговор, уговор је могло да сачини и друго лице, али су они били дужни да га лично предају судији за неспорна дела или његовом заступнику, среском судији или градском судији и да га признају за свој након што би им садржина уговора била прочитана;
3. У пар. 440 СГЗ-а, према правилима поступка за неспорна дела, судија је у згради суда или ван ње, могао да сачини уговор, након што би уз учешће два сведока утврдио идентитет уговорних страна;
4. Према пар. 447 СГЗ-а, било је могуће сачинити уговор у усменом облику само у случајевима рата, поплаве, бродолома и велике епидемије, када уговорници не би могли да користе ниједну од претходно наведених форми за закључивање свог уговора, али уз обавезно присуство два завештајна сведока, способна да изјаву „приме к знању и пред судом је под заклетвом потврде“[63]

Правна дејства уговора на случај смрти
Како би уговор о наслеђивању могао да произведе правна дејства, уговорни наследник мора да надживи уговорног оставиоца, а по потреби и да испуни одговарајуће услове, рокове или налоге ако би они били уговором предвиђени. Ако би уговорни наследник умро пре уговорног оставиоца, уговор о наслеђивању не би производио правна дејства, уговорена права не би прешла на његове наследнике, нити би они могли да се позивају на право представљања. Наследници уговорног наследника би након његове смрти могли да се позивају на наслеђе уговорног оставиоца по основу уговора о наслеђивању само ако би то између уговорног оставиоца и уговорног наследника било уговорено. Уговором на случај смрти нису могла да буду повређена права нужних наследника („законих наследника“), а ако би до тога дошло, они би имали право да тужбом против уговорног наследника затраже да им се нужни део намири у потпуности или да се допуни до вредности која им припада. Нужни наследници су у намирењу имали предност како у односу на завештајне, тако и у односу на уговорне наследнике.
Закључењем уговора на случај смрти, уговорни оставилац не губи право да располаже објектом уговора правним пословима међу живима,
док правним пословима за случај смрти правима која су објект уговора може да располаже само ако она нису у супротности с раније закљученим уговором о наслеђивању. Све на шта се уговором оставилац обавезао то је „да од њега не може одустати без воље друге стране“ (пар. 781 СГЗ-а). У случају да су овај уговор закључили супружници, муж је за живота несметано могао да располаже стварима и правима које би биле објект уговора, док жена то свакако самостално није могла да чини, већ јој је за предузимање аката располагања било потребно одобрење мужа, односно судије за неспорна дела. Ако би се уговорни оставилац уговором на случај смрти обавезао да неће правним пословима међу живима оптеретити или умањити своју имовину, уговорни наследник би своје право могао да штити тужбом ако би будући оставилац поступио супротно тој уговорној одредби. Када се једанпут сачини уговор на случај смрти, будући оставилац каснијим завештањем или уговором о наслеђивању не може ни да ограничи, ни да искључи права уговорног наследника из претходно закљученог уговора, односно он каснијим правним пословима за случај смрти може да располаже само оним стварима и правима која нису обухваћена уговором. У супротном, завештање или нови уговор на случај смрти закључен с другим уговорником, не би производили правна дејства.
Престанак уговора на случај смрти
Уговор о наслеђивању је могао да престане да производи правна дејства раскидом и поништењем. Уговорне стране нису могле једнострано, без сагласности другог уговорника да мењају нити да опозивају уговор на случај смрти. Овај уговор је могао да престане или споразумним раскидом, на основу новоизражене сагласности воља уговорних страна, или из општих разлога који су предвиђени за раскид било ког уговора. Уговор о наслеђивању би престао да производи правна дејства ако би уговорне стране закључиле нови уговор о наслеђивању. Могао је да се поништи из свих разлога из којих је било могуће поништити било који други уговор. У случају заблуде, преваре и принуде уговор на случај смрти је био рушљив. Уговор је морао да буде јасан и опредељен и захтевало се да у њему у складу са пар. 536 СГЗ-а буде јасно изражена воља уговорника. Престао би да производи правна дејства иако би био закључен између супружника, а њихов брак након тога био поништен или разведен. Ово је последица пар. 787 Српског грађанског законика у коме се наводи да „ако се брак уништи, онда се уништава и уговор на случај смрти; ако се брак разведе судски, онда се раскида уговор на случај смрти; и имање се поставља у првашње стање.“

#### Наследна права женске деце
Српски грађански законик је прогласио неравноправност женске са мушком децом у наслеђивању: „Деца мушка умрлога и њихови потомци добијају први наследство; они искључују сестре, оца и матер и све претке њихове и њихово потомство или побочне сроднике.” Законописац Јован Хаџић је био против овог законског решења, али га је Совјет наметнуо. Комисија је положај женског детета оценила као врло тежак. На могући приговор да ће давање наследних права женској деци довести до цепања породичног имања, комисија је изнела два противаргумента: да се имање ништа мање не цепа ако иза оставиоца остане неколико синова и да, ако се имање једне породице тиме што га ћерка наследи цепа, имање неке друге се истовремено повећава. Савет је о изменама одредаба СГЗ-а о наслеђивању расправљао 17. јуна 1846. године у главном заседању, из чега се види колики је значај придавао овом питању. У архиви Савета пронађен је концепт исписан руком Павла Арс. Поповића, на којем је записан низ питања и одговора у вези са свим врстама наслеђивања (законским, задружним и тестаменталним). Питања и одговори из дела посвећеног законском наслеђивању односе се искључиво на наследна права женске деце. Питања има десет, првих пет везано је за наследна права ћерке према оцу, а других пет према осталим сродницима. Записан је одговор само на прво питање и гласио је да оставиоца наслеђују једино синови, а ћеркама припада једино право на издржавање и пристојну удају према постојећем обичају. У записнику седнице на којој се о томе одлучивало стоји да се предлог комисије одобрава, али да сада није време за измену Законика, те да тај посао треба оставити за неко друго, „сходније“ време.

### Облигационо право
У поглављу XVII Српског грађанског законика дате су опште одредбе о уговорима: о карактеру, појму, условима и престанку уговора.
Српски грађански законик је прихватио тзв. теорију изјаве, према којој је уговор закључен чим је понуђени прихватио понуду.  „Уговор је закључен онда, кад једна страна што обећа, а друга то прими, или се изјасни да прима”, наводи се у члану 531. СГЗ. Понуда и прихватање могли су се учинити и неким другим знацима или делом који би показали вољу. Закоником је такође утврђено ко не може да склопи уговор. „Који су разума лишени, не могу уговора чинити, то јест нити могу обећати нити примити. Овима је пободно и дете млађе од 7 година. Они пак, који од оца, тутора или старатеља зависе, не могу ништа обећати, али ако што на корист своју приме, оно стоји”.
Уговор је морао бити јасан и разумљив, садржина је морала бити могућа, одређена и морала је бити у складу са постојећим законима.
Чланом 539. СГЗ прописано је који се уговори забрањују и проглашавају ништавним:„1) Уговор за труд при каквој просидби девојке и брачној погодби. 2) Уговор лекара или видача са болесником, што ће се лечења болести какве примити. 3) Уговор, који би правозаступник парницу поверену прекупио опредељеном неком ценом. 4) Уговор, којим би ка наследство или испоруку (легат) још за живота онога, од кога би му припало, продао”. Овим уговорима се не заснивају никаква права и обавезе и оно што је дато, могло се тражити назад.
Члан 540. СГЗ прописује да уговор има исту снагу и важност без обзира у којој форми је закључен (усмени или писани; у суду или ван суда; са или без сведока).
Законик такође прописује да се морају испоштовати место, време и начин извршења уговора, како је то у уговору назначено. Такође је прописано и шта се дешава ако је при закључењу уговора дата капара или ако једна од страна одустане. Ако се уговор не испуни, оштећена страна, уколико је узела капару, може је задржати, или ако је дала, има право да тражи да јој кривац врати удвојену капару, да изврши уговор или да да накнаду, стоји у члану 550. СГЗ.
Уговори су, због своје важности и учесталости, а као најчешћи извори облигација појединачно наведени и посебно уређени у Српском грађанском законику. То су уговори о: поклону, остави, послузи, зајму, пуномоћству и деловодству, промени, продаји и куповини, закупу, најму, ортаклуку, браку (брачни уговор), уговор одважни или на срећу и накнада штете. 

#### Уговор о поклону
У погледу поклона, СГЗ82 прихвата класичан став о бестеретном карактеру, одређујући да “поклон бива, кад ко добровољно другоме да, не иштући нити примајући икакве за то наплате.” Поклон има право да учини сваки који неограничено располаже својим стварима. Али примити поклон може и онај који друге уговоре не може самостално закључити. Занимљиво је да је законик прихватио реалан концепт уговора о поклону, у случају да се закључује усмено. Тада уговор настаје тек предајом обећане ствари. Ако није дошло до предаје, поклон се не може принудно извршити, тј. тражити од даваоца обећања поклона да се судски обавеже на предају: “Ко поклон само усмено учини, а ствар не преда, и на захтевање неће да преда, не може се судом натерати, да предати мора. Само са писменим достоверним доказатељством може поклон
судским путем тражити.” То значи, да поклон који је учињен усмено, јесте натурална, а поклон учињен у писменој форми је пуноважна, утуђива облигација, чак и ако до предаје по потписивању уговора није одмах дошло. То је у суштини аустријски концепт поклона, који за овај уговор такође, прихвата реални концепт. Тај концепт се може критиковати, обзиром, да уговор настаје и престаје са предајом, што је логички нонсенс. Имајући у виду да сваки уговор након закључења ствара потраживање. Код оваквог концепта поклона предаја је уз предуговорну сагласност о поклону део аката закључења, а не извршења уговора. Уопште гледано, код осталих класичних реалних уговора (зајам, залога, остава) је другачија ситуација: иза предуговорне сагласности и предаје (предмета зајма, оставе, залоге) потребних за настанак уговора, настаје дејство уговора, истина, само за једну страну, нпр. обавеза зајмопримца да врати зајам или оставопримца да врати ствар, залогопримца да врати предмет залоге, када се за то испуне услови. Није случајно, што се у неким савременим кодексима сматра да поклон покретне ствари није реалан, него консенсуалан уговор (из чега проистиче последица утуђивости обећања поклона), а поклон непокретних ствари је формалан, будући да је за такав поклон предвиђена обавезна писмена форма уз елементе нотаријалне формалности (овера потписа странака или чак целине уговора, код суда, или нотара).
Наравно, СГЗ забрањује поклон туђе ствари или поклон на штету трећег, као и поклон којим се ограничавају законски наследни делови деце, уживање онима које је поклонодавац дужан издржавати, или би се осујећивала наплата дуга од стране поклонодавчевих поверилаца. Поклон се може опозвати само изузетно: а) ако је поклонодавац накнадно осиромашио,
б) ако поклонопримац покаже “велику неблагодарност” спрам поклонодавца, повредом живота, тела, части и нарушавајући његову слободу и имање.
Поклон за случај смрти се сматра као легат.

#### Уговор о остави или аманету
Остава или аманет је уговор којим неко туђу ствар прима и чува је и неоштећену је враћа натраг. Оставодавац је називан „оставитељ“, а оставопримац „чуватељ“.
Чланом 574. Српског грађанског законика прописано је да су се обично само покретне ствари давале на оставу, али било је и случајева да су се и непокретне ствари, као што су кућа, воденица, виноград, њива итд. давале на чување. Чувар има исте дужности као и код покретних ствари, осим ако му нису дате и још неке.
Члан 575. законика прописује да је чувар одговоран за сваки квар или штету која се причини аманету, осим када није могао да утиче на наношење штете или квара. Такође, остављач је дужан да надокнади трошак чувару који је он имао током чувања ствари.
Према својој природи, остава је могла бити вољна и невољна. Вољна остава је настајала вољом странака и уговарањем. Невољна остава је настајала у нужди. То је принудна остава.  „Ствари из пожара, рушења каквог здања, похаре, или утопљења лађе, или другог подобног несрећног случаја” које су спасене и предате некоме, сматрају се као и сваки други аманет, који је чувар дужан чувати и натраг вратити ономе чије су ствари, прописано је чланом 579. СГЗ. Такође,„крчмари, гостионичари (ханџије), лађари, возари или скелеџије, возиоци (кириџије) и носиоци” дужни су да ствари које су им путници предали у аманет чувају и да за сваку штету, учињену непажњом, одговарају и да је надокнаде. У невољну оставу спадала је и судска остава. Чланом 581. Српског грађанског законика предвиђено је да уколико би се две стране око једне ствари препирале па би саме или би суд ту ствар некоме на чување предао, та ствар се сматрала оставом или аманетом.

#### Уговор о послузи
У Српском грађанском законику послуга или наруч се дефинише као уговор којим неко узме ствар на коришћење (послугу), на одређено време и дужан је да исту ствар без надокнаде врати назад. У члану 582. СГЗ назначено је и то да ствар мора бити непотрошна.
Што се тиче обавезе враћања ствари, и с њоме повезане обавезе да се ствар сачува до момента предаје, СГЗ је доста детаљно регулише. Основно је правило да се ствар узета на послугу мора вратити у уговореном року. Ако ништа није изричито уговорено, онда треба водити рачуна о сврси с којом је ствар дата на послугу, што указује да се ствар може тражити назад онда кад престане потреба за њеним коришћењем.
Ако се време за враћање ствари не може одредити, онда се то не може сматрати уговором.
Онај ко је ствар дао на послугу, не може тражити да му се пре рока ствар врати, али исто тако онај ко је ствар узео на послугу, може је вратити пре рока и господар је дужан да је прими назад, осим ако има штету од тога.
Послугопримац је одговоран за ствар коју узме. Уколико би је употребио другачије од онога што је уговором регулисано или би је дао трећем лицу, он одговара за сваки квар, а послугодавац може тражити да му се ствар врати пре рока.

#### Уговор о зајму
Зајам се у Српском грађанском законику дефинише као уговор по коме једна страна, зајмодавац или „позајмилац“, даје другој страни, зајмопримцу, одређену количину потрошних ствари у својину, с тим да зајмопримац или „дужник“ мора вратити исту количину ствари, исте врсте и истог квалитета после одређеног времена. 
У Српском грађанском законику важи схватање да зајам настаје тек онда када зајмодавац преда ствари зајмопримцу. То је реалан уговор и зато је то једнострано обавезан уговор. 
Члан 594. СГЗ прописује да се зајам најчешће давао у новцу, али је могао бити и у другим потрошним (заменљивим) стварима. То давање је могло бити са или без накнаде, која се називала лихва, интерес или добитак; са или без „залоге“; са или без „јемстава“.
Лихва, односно камата је накнада коју је зајмопримац био дужан да да зајмодавцу за употребу његових ствари, најчешће новца. Српски грађански законик је ограничавао максимум каматне стопе. Законик је аутономију воље ограничио у јавном интересу: „Лихва закона опредељује се 6 на сто; уговорити се пак може и до 12 на сто. Већа се судом не пресуђује”. Овом одредбом није прецизирано да ли би зајмопримац који би платио већу камату од оне која је предвиђена законом, имао право да тражи назад вишак преко дозвољеног износа. 
Чланом 602. законика се прописује да уколико уговором није предвиђена лихва (камата), али је одређено време враћања и ако се зајам не врати на време, онда зајмодавац има право да тражи лихву (камату) од тренутка када је зајам требало бити враћен.
Интерес (лихва) на интерес (камата на камату) није се могао узимати нити унапред уговорити. „Но кад дужник интерес кад треба не плати, то се може новим последујућим уговором неплаћени интерес у главно преобратити, и онда и на њега интерес иде”, навод се у члану 603. СГЗ. Исти члан законика прописује да се од овога изузима давање под камату новца из државне касе и јавних фондова.
Члан 605. Српског грађанског законика прописује да зајмодавац нема право да тражи да му се зајам врати пре утврђеног времена. Али ако постоји могућност да му зајам пропадне, он може себе осигурати на свој начин.

#### Уговор о пуномоћству и деловодству
Српски грађански законик у члану 609. прописује да је пуномоћство уговор којим се некоме даје овлашћење да у име другог и за другог нешто чини. Онај ко даје овлашћење назива се властодавац, а онај коме се даје овлашћење назива се пуномоћник. Овлашћење, написмено дато, зове се пуномоћје.
Закоником је прописано које су обавезе и права властодавца и пуномоћника, као и то када пуномоћје престаје.
У члану 613. Српског грађанског законика прописано је да пуномоћник може туђе ствари у име другога продати или купити; некога задужити; подићи туђи новац; повести парницу у нечије име итд. само ако су пуномоћјем ови послови поименично назначени.
У законику се наводи да је пуномоћник дужан да посао који је прихватио одговорно и поштено уради, а сву добит од тог посла свом властодавцу треба да остави.
Чланом 616. законика прописано је да пуномоћник мора сам завршити посао који му је поверен јер ако се ослони на другог, а посао се не заврши како треба, сам ће одговарати. Једино ако му није дозвољено да пуномоћје пренесе на другог, али и у том случају дужан је да изабере некога ко је способан, иначе одговара за кривицу.
Законик такође прописује да штету коју би пуномоћник нанео властодавцу својом кривицом, мора надокнадити. Такође, ако би пуномоћник претрпео неку штету при извршавању посла који му је поверен, он може тражити накнаду ако је прихватио да посао изврши бесплатно, ако је посао извршавао за награду, онда мора да се задовољи наградом, а надокнаду за штету не може очекивати.
Пуномоћје може престати у одређеним околностима. Властодавац може пуномоћје да порекне без икаквих последица. Пуномоћник такође може да одустане од пуномоћја, али ако је то у невреме или на штету властодавца, он ће морати да одговара за штету. „Кад или пуномоћник или властодавац умре, престаје пуномоћје, ако не гласи и на наследнике, или ако се не би отуда штета наследницима породила. Али наследници пуномоћника дужни су за време властодавцу смрт пуномоћника јавити”.

#### Уговор о промени
Промена је такав уговор којим неко једну ствар за другу даје.
У Српском грађанском законику, у члану 633. прописано је да уколико се ствари дају за новац, то није промена него продаја и куповина. Ако се мења новац за новац, мањи за већи или сребрни за златни, сматра се да су то ствари и зато то спада у промену. И остале драгоцености: злато, сребро и сл. могу се мењати јер се сматрају стварима.

#### Уговор о продаји и куповини
У Српском грађанском законику уговор о продаји и куповини је такав уговор којим се нека ствар уступа другоме за новац.
Према одредбама законика битни чиниоци овог уговора били су предмет и цена. Предмет је морао бити одређен или одредив, а цена је морала бити одређена или одредива и озбиљна, односно, морала је одговарати вредности продате ствари. И што је најважније, цена се састојала у новцу. 
Српски грађански законик у члану 655. дефинише правни положај купца. „Ако би купац у држању купљене ствари узнемирен био, или би се основано бојати имао, да ће узнемирен бити, он има право захтевати од продавца, да узроке узнемирења с пута уклони, или бар да добар зато стоји, и донде може да уговорену цену не плати, осим ако није он све то на себе узео”. Из наведеног члана се види да је купац могао позвати продавца на одговорност, не само уколико би био узнемирен од продавца него и уколико би постојала бојазан да би до узнемирења могло доћи. Овај члан указује да је у предности био онај ко цену није платио јер он може да не плати цену док продавац не отклони узроке узнемирења.
Чланом 661. Српског грађанског законика прописано је да продавац може да откупи своју ствар од онога коме је продао. „Што је који ползе и користи имао, задржава за себе, но и штету сваки своју носи. Ствар мора се предати невредима у стању, у ком је продана”.
Закоником је такође предвиђено да и купац при куповини може задржати право да ствар може опет продавцу продати назад.
Српски грађански законик у члану 667. прописује да ако неко купи ствар на пробу и ствар не издржи пробу, може вратити ствар и добиће новац назад. Ако купац после времена пробе задржи ствар, сматра се да је ствар издржала пробу и нема право на повраћај.
Одлике уговора о продаји и куповини су биле да се њиме преносило право својине, да је консензуалан, двоструко обавезан, теретан итд. 

#### Уговор о закупу
Закуп је уговор којим је једна страна, закуподавац, уступала одређену непотрошну ствар другој страни, закупцу, да се њоме служи и за то плати одређену цену, закупнину. 
Предмет закупа је пре свега могла бити непотрошна ствар.
Чланом 678. Српског грађанског законика прописано је да се закуп ствари која се даје на употребу без труда и рада, као што су кућа и покућство, зове кирија. Уколико се ради о ствари која се употребљава уз труд и рад, као што је њива, реч је о закупу или аренди.
Закупац је закуподавцу за употребу ствари плаћао извесну суму новца. Закуп је трајао одређено време. Закуподавац је имао обавезу да закупцу ствар преда и одржава у употребљивом стању и да гарантује закупцу мирно уживање ствари. Закупац је дужан да ствар употребљава и чува као добар домаћин, да плаћа уредно закупнину и да по истеку закупног рока, ствар врати закуподавцу у оном стању у коме ју је примио.

#### Уговор о најму
Српски грађански законик предвиђа да је уговор о најму (делу) био такав уговор којим се посленик обавезује да обави одређени посао, а наручитељ има обавезу да му за то плати награду у новцу. Предмет уговора о најму били су услуга посленикова и награда коју је наручитељ давао посленику. 

#### Уговор о ортаклуку
Члан 723. Српског грађанског законика прописује да је уговор о ортаклуку уговор којим се двоје или више лица сложе да уложе свој рад или ствари и да корист од тога деле.
Ортачки уговор се може односити само на једну ствар или одређену суму, али може и на „читав род ствари, као на миљкове, на еспап, на плодове; може на сва добра без разлике и изузећа, и по томе ће се и права ортачка судити”, наводи се у члану 724. СГЗ.
Законик предвиђа да оно што се уложи у ортачки посао чини главницу ортаклука и припада свима.
Ортак који уложи само свој труд, он по закону има право само на добитак,али не и на главно.
Сваки ортак је дужан да уложи у ортаклук једнак део.
Српски грађански законик у члану 739. прописује како ће ортаци поделити добитак. „При деоби користи ортачке најпре ће се одбити уложени улози, после трошкови и претрпљене штете; па што претече, оно ће бити добитак. Главно припада сваком своје, а добитак ће се делити по мери улога. Труд и радња узима се у рачун само онога ортака, који само труд место улога даје, или је уз улог особиту радњу обећао”.
Ортаци не могу захтевати да се рачун закључи и добитак подели све док се посао не заврши или не истекне уговорени рок.
Законик у члану 751. предвиђа када престаје ортачко друштво: када се посао заврши; када би главница пропала; када истекне време одређено за трајање друштва.
Постоје разлози када би се ортак и пре времена могао искључити: ако не би испуњавао уговорене услове; „или би га суд за раскошника огласио, или би иначе под старатељство потпао; или би због учињеног злодејства поверење изгубио”.

#### Уговор о браку (брачни уговор)
Брачни уговор је у Српском грађанском законику уговор о имању у браку између мужа и жене или између женика и невесте.
Овај уговор се односи намираз, имање које супруга донесе мужу приликом удаје, ради лакшег живота.
Српски грађански законик у члану 761. прописује да жена, односно невеста која је малолетна без оца или без тутора и потврде суда, не може брачни уговор да закључи.
Мираз може бити све оно што се може продати и што се може користити.
Члан 766. Српског грађанског законика прописује да муж има право да користи мираз док траје брак. Он може новац или друге потрошне ствари да потроши, али мора да гарантује својим добром за вредност и накнаду.
Члан 768. законика предвиђа шта се дешава са покретним стварима које жена унесе у брак. „Оно, што жена у покретним стварима као опрему за своју или мужевљеву потребу донесе, јесу дарови, који остају женини за све време брака, нити муж с њима располагати може, али ни жена без мужевља знања не сме их отуђивати”.
Ако се муж и жена ништа не договоре о свом имању, онда свако своје задржава. Ако се жена не противи, сматра се да је мужу као своме заступнику законом поверила бригу о имању. Он има право да добитак користи како жели. У случају када би имање под беду потпало или било у опасности, жена може тражити да се мужу одузме право да управља имањем.
Члан 774. Српског грађанског законика каже да се оно што је жени припало после мужевљеве смрти за њено издржавање, назива удовичко уживање, али већ у наредном члану каже се да уколико би се удовица преудала, она губи право на удовичко уживање.
Српски грађански законик такође предвиђа и ситуацију у случају смрти једног од супружника. Уговор на случај смрти сматра се да је као тестамент, наводи се у члану 781. СГЗ „Но од имања, с којим је ко уговором на случај смрти расположио, остаје он за живота господар. Но ако преживио другу страну не би, на случај смрти не може наредбе чинити”.
Закоником је предвиђено да уколико се брак уништи или разведе судски, онда се уништава и уговор на случај смрти, односно раскида се уговор на случај смрти и имање се враћа како је и било пре склапања брака.

#### Уговор одважни или на срећу
Српски грађански законик у члану 789. каже да је уговор одважни уговор којим једна страна даје другој страни наду за неку неизвесну корист.
Ти уговори се могу назвати  „ризични уговори” или „уговори неизвесности”. У њих Законик у члану 791. сврстава опкладу, игру или коцку и друге куповине и продаје које су неизвесне и зависе од среће, још купопродају наде, „одсек плата” (тј. доживотну ренту), „осигурање штете”, као и „игре оружјем, опклада за трку пешице, на коњу или колима, и друге игре, за које се труд и вештина изискује”. Заједничко за све уговоре одважне или на срећу јесте забрана поништаја уговора због прекомерног оштећења („оштећења преко пола“).
Опклада је уговор који се заснива на неизвесности. Ако се докаже да је једна страна знала шта ће бити и тако добије, то се сматра преваром и опклада се поништава. Онај који на тај начин добије, преваром, враћа улог назад, а онај који зна, а изгуби, сматра се да је учинио поклон, наводи СГЗ у члану 792.
Члан 794. прописује да су игра и коцка исто као и опклада. „Добитак од игре забрањене, или коцкања забрањенога пада и уништава се”.
Законик такође предвиђа шта се дешава при куповини неизвесних ствари, тј. куповини на срећу. „Ко за одређену извесну цену неизвесно добро, као плод годишњих винограда, њиве, хасну од воденице или наследство будуће без пописа ствари, рибу колико се нпр. мрежом у једанпут, двапут и т. д. извући да, купи, онај је учинио куповину на срећу и мора се задовољити, ма му се сва надежда осујетила”.

#### Уговор о накнади штете
Српски грађански законик прописује да онај ко начини штету, мора то и надокнадити.
Од плаћања штете може се ослободити само ако докаже да штета није причињена његовом кривицом него да се случајно догодила. 
Законик је у члану 804. прописао како се надокнађује штета, у зависности да ли је кривица једног или више њих. „Ако није кривица једнога него више њих, онда су дужни сви заједнички један за све и сви за једнога штету накнадити. А они међу собом нек се равнају, и по мери кривице исправљају, колико на кога да спадне”.
У законику је прописано и ко се ослобађа од штете. Онај ко није био свестан када је штету начинио, неће одговарати за њу, али ако је сам себе вољно довео у то стање, одговараће за штету. Под овим се у законику, у члану 807. наводи: „мала деца до 7 година, луди, згранути, бесомучни”. Али за њих одговарају они којима су ови поверени на чување.
Члан 810. Српског грађанског законика каже да за туђа дела нико није дужан да одговара. Али ако би неко држао у служби таква лица као што су „скитнице, неваљалци и злочинци познати, и који никакве исправе за себе немају”, онда тај одговара за штету коју ови начине.
Такође „гостионичари, крчмари, лађари и возиоци (кириџије)” одговарају за штету коју би њихови људи начинили путницима. 
Српски грађански законик говори и о штети нанетој људима, као што су телесне повреде. У члану 820. законик предвиђа да ко другога рани, осакати или нанесе било коју телесну повреду, плаћа трошкове лечења и лекове. Чланом 821. прописано је да уколико смрт наступи од нанете ране и остану сами жена и деца, онда постоји посебна наплата.

## Критике на законик
Одмах по доношењу Српски грађански законик је био оштро критикован и оспораван. Ставови његових критичара су углавном негативни, а има и оних омаловажавајућих. Неки од критичара говоре за Хаџића да је обичан преписивач, што није тачно с обзиром да је за овакав подухват било неопходно добро правничко образовање и расуђивање, јер је било тешко прилагодити правне норме неразвијеној правној терминологији у Србији. Аустријски грађански законик је развијенији и старији у односу на Српски грађански законик, а СГЗ заостаје и за Општим имовинским закоником за Црну Гору из 1888. године који је саставио Валтазар Богишић.
Међу првим критичарима Законика били су српски правник из Мађарске Павле Шероглић, угледни професор права Димитрије Матић, Глигорије Гига Гершић, а први озбиљан ударац задао је Никола Крстић, који је утицао да Министарство правде покрене поступак ревизије Законика 1872. године. Иако је Крстић направио нацрт нове грађанске кодификације, Државни савет је донео одлуку да су довољне само измене и допуне Законика.
Крајем 19. и почетком 20. века је био најжешћи талас критике СГЗ-а, који је оставио дубоке трагове. Критиковали су га најеминентнији српски правници – Андра Ђорђевић, професор Драгољуб Аранђеловић, који је уједно и превео Аустријски грађански законик на српски. Он је најжешће критиковао Хаџића и његово дело, наводећи да у Србији никада није донет гори законик од СГЗ-а. Професор Аранђеловић је покренуо иницијативу за доношење новог Грађанског законика.
Критике је упутио и Живојин Перић, који се залагао за нову кодификацију. Перић је као и Слободан Јовановић истицао да је СГЗ скраћена верзија Аустријског грађанског законика.
Сви они сматрали су да овај Законик не одговара потребама српског народа и тренутним приликама у Србији. Критике на рачун Хаџића и његовог законика су остале до данас. Највише замерки односи се на то да је он допринео распаду породичне задруге, да је ускратио наследна права ћерке, ограничио пословну способност жена, итд. Замерали су му што је запоставио народне обичаје. Критичари овог Законика истицали су и то да је Српски грађански законик копија и скраћена верзија Аустријског грађанског законика из 1811. године по чијем узору је донет.
Српски грађански законик је после 60-так година од доношења био превазиђен новонасталим приликама у земљи и развојем друштва, као и појавом нових модерних грађанских кодификација широм света. 

## Значај
Доношење Српског грађанског законика са историјског гледишта имало је велики значај за новонасталу Кнежевину Србију. Њиме је напуштено османско правно наслеђе, а успостављен је друштвени и правни поредак заснован на личној слободи и приватној својини. Почела је интензивније да се развија правна свест, а започиње и културни препород друштва. Српски грађански законик представљао је корак ближе томе да Србија уђе у ред модерних држава. Представља велику кодификацију и реформу, смео и храбар корак оних који су га писали. Српски грађански законик заслужан је за даљи развој Србије и српског становништва, њихове свести, њихове упознатости са правом.
Кодификаторски подухват који је извео Хаџић није био нимало лак посао, јер је требало саставити законик за слабије развијену средину и прилагодити га приликама и потребама тадашње српске државе. И поред бројних позајмица и сличности са Аустријским грађанским закоником из 1811. године, ипак је Српски грађански законик делом и оригинална творевина једног интелигентног и образованог правника какав је био Јован Хаџић.
Неосноване су оптужбе да је он допринео распаду породичне задруге, јер је то био процес који се већ одвијао и пре његовог доласка у Србију. Такође му се не може приписати ни кривица за ускраћивање наследног права ћерки, јер се он изричито противио томе. Наиме, кнез је спровео анкету о наследном праву ћерки у којој је народ заузео јасан став да женска деца не треба да наслеђују. Зато се за норме које ускраћују права ћерки на наслеђе може речи да су биле одраз доминантног народног става.
Иако је окарактерисан као неко ко је само копирао и скратио аустријску грађанску кодификацију, ипак су се Хаџићево дело и новине које је он у њега унео у много чему разликовали од свог извора. 
Отпор према Законику делом се може повезати и са Хаџићевом непопуларношћу у Србији због свог „пречанског“ порекла и његовим супротстављањем Вуковој реформи језика.
Српски грађански законик је имао и својих недостатака, али и поред тога он је представљао значајан корак у успостављању законитости у новонасталој држави. Преко Аустријског грађанског законика, у српско право су ушле идеје природноправне школе које су за ондашњу Србију имале непроцењив значај:
- једнакост и равноправност правних субјеката
- приватна својина
- слобода уговарања
- личне слободе.

Као и његов изворник, Српски грађански законик је установио и заштитио право индивидуалне својине, као основно право, чиме је радикално измењен дотадашњи својински систем. Српски грађански законик је омогућио да се премости дубок јаз који је постојао између српског и европског права. Његово доношење било је велики подстицај за развој правне науке у Србији.